# Lebuawu
Lebuawu is een bestuurslaag in het regentschap Jepara van de provincie Midden-Java, Indonesië. Lebuawu telt 5595 inwoners (volkstelling 2010).